# Erinnerungsmedaille an das Erdbeben in Kalabrien und Sizilien
Die Erinnerungsmedaille an das Erdbeben in Kalabrien und Sizilien (it. Medaglia commemorativa del terremoto in Calabria e Sicilia) war eine Auszeichnung des Königreiches Italien, welche am 6. Mai 1909 per Dekret durch König Viktor Emanuel III. in Erinnerung an das Erdbeben von Messina neben der Medaille „Für Verdienste um das Hilfswerk bei dem Erdbeben in Kalabrien und Sizilien“ in einer Stufe gestiftet wurde. 

## Aussehen und Trageweise
Die silberne Medaille gleicht auf ihrem Avers exakt der Medaille „Für Verdienste um das Hilfswerk bei dem Erdbeben in Kalabrien und Sizilien“. Das Revers zeigt dagegen innerhalb eines geschlossenen Lorbeerkranzes mit Früchten die vierzeilige erhaben geprägte Inschrift: Medaglia / commemorativa / terremoto / Calabro-Siculo / 28 Dicembre / 1908 (Denkmünze an das Calabrisch-sizilianische Erdbeben am 28. Dezember 1908).
Getragen wurde die Medaille an der linken oberen Brustseite des Beliehenen an einem grünen Bande mit weißen Saum in dessen Mitte ein schmaler weißer senkrechter Mittelstreifen eingewebt ist.